# Луковица

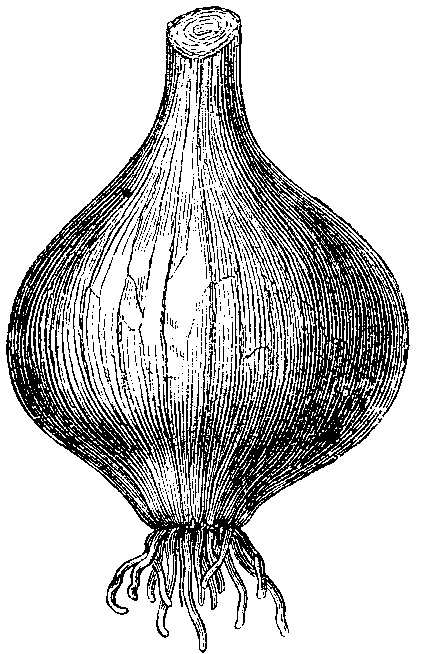
Луковица Лук репчатый|лука репчатого (Allium cepa) L. Ботаническая иллюстрация из книги Циленшек, Мартин «Naše škodljive rastline», 1892

Лу́ковица (лат. búlbus) — видоизменённый, обычно подземный побег растений с утолщённым коротким плоским стеблем (донцем) и разросшимися мясистыми либо плёнчатыми бесцветными основаниями листьев (чешуями), запасающими воду и питательные вещества, также служащие органом вегетативного размножения. Плёнчатые луковицы одеты общими плёнчатыми чешуями (лук). Чешуи луковиц образованы цельными листьями, лишёнными хлорофилла (лилия), основаниями ассимилирующих листьев (лук) или сочетанием тех и других (подснежник). У чешуйчатых, или черепитчатых, луковиц мясистые чешуевидные листья сидят на донце свободно, а наружные чешуи мельче внутренних (лилия). В пазухах чешуй находятся почки, из которых развиваются надземные побеги или дочерние луковицы — детки.

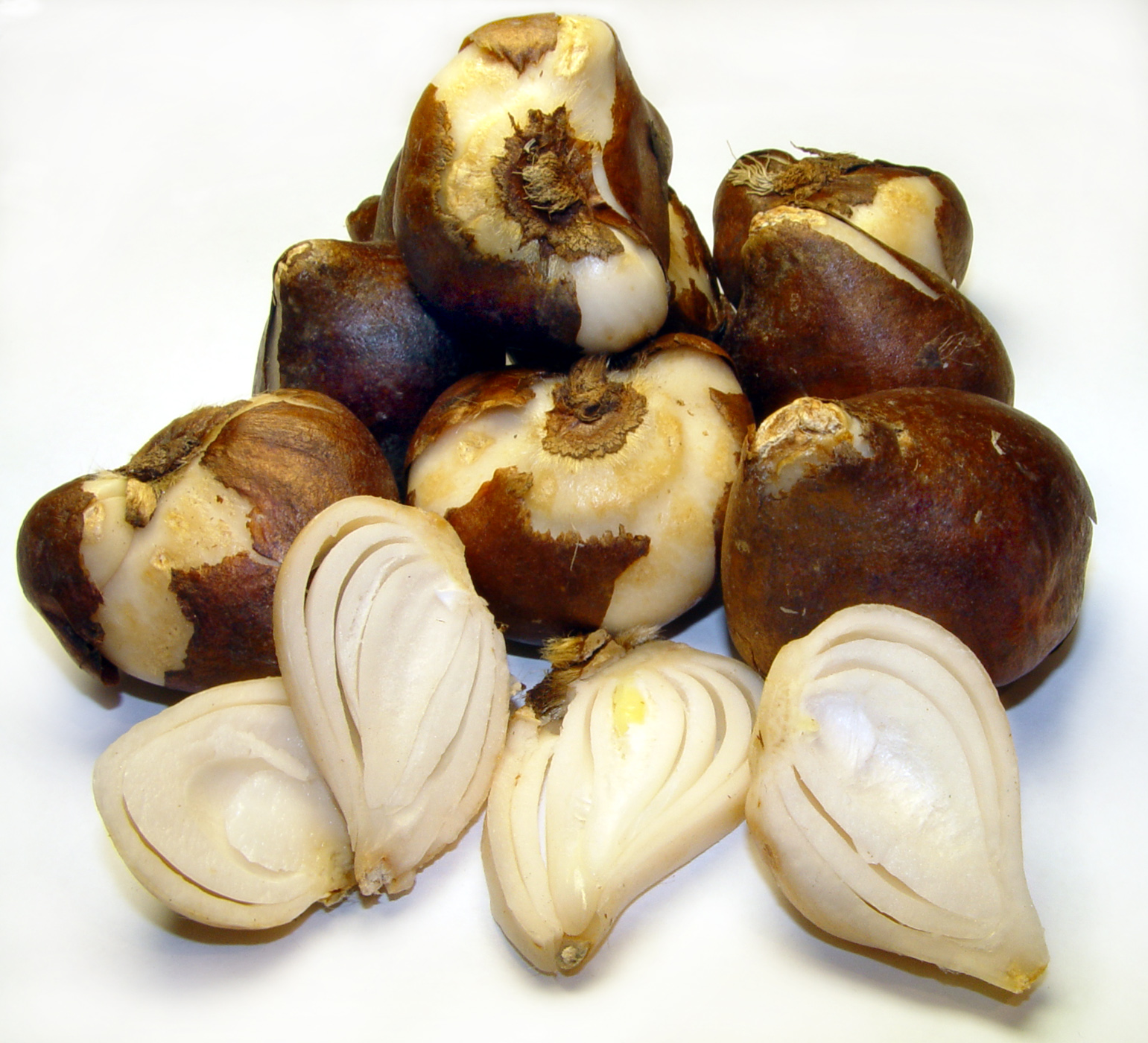
Луковицы культивируемых тюльпанов

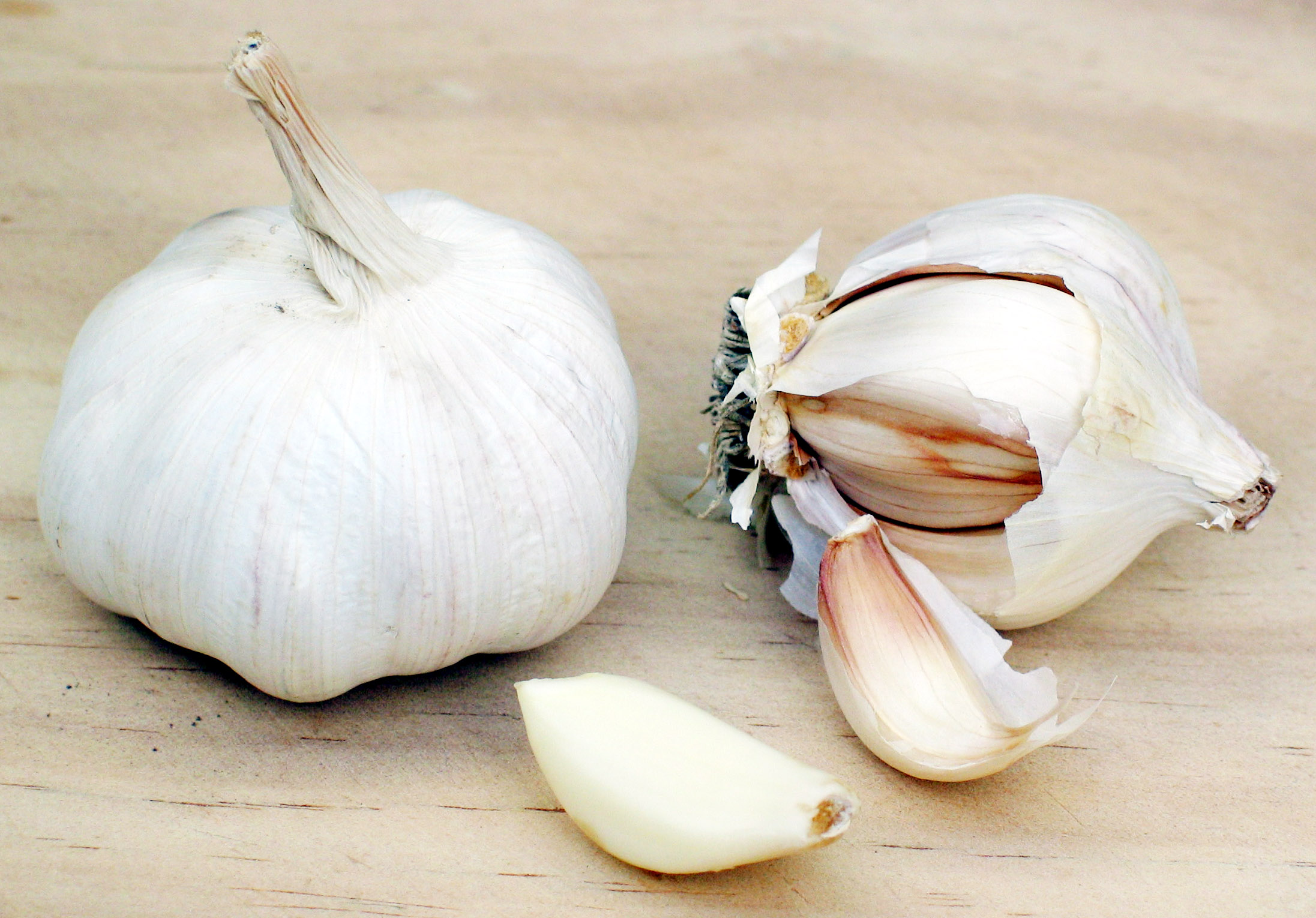
Луковицы чеснока

Луковицы могут быть однолетними (тюльпан, лук, кандык) и многолетними (нарцисс, амариллис), по способу нарастания — моноподиальными (возобновление идёт из верхушечной почки, а цветоносные побеги образуются из пазушных почек, например, у нарцисса, подснежника), и симподиальными (цветоносный побег развивается из верхушечной почки, а возобновление происходит из пазушной, например, у тюльпана, рябчика, лука). Если в рост трогаются две или несколько почек, луковица ветвится, образуя детки. У сложных луковиц (чеснок) в пазухе каждой чешуи формируется несколько луковиц-деток (так называемых зубчиков).
Луковица характерна для луковых, многих лилейных (тюльпан, гиацинт, лилия), амариллисовых (подснежник, нарцисс).
Служит для вегетативного возобновления растений. Весной цветочная почка и зародыши листьев развиваются в цветущее растение, пользуясь запасом воды и питательных веществ, накопленным в мясистых листьях луковицы. Когда цветок отомрёт, листья продолжают жить и производить питательные вещества, которые переносятся к основанию листьев. Они разбухают и превращаются в новые луковицы. Пазушные почки могут развиться в дочерние луковицы, которые, отделившись, дают начало новым растениям.
Растения с характерным специализированным органом — луковицей называются луковичные растения.
Луковичные широко представлены среди однодольных в семействах Лилейные, Амариллисовые, Ирисовые; среди двудольных встречаются реже, только в некоторых родах (например, Кислица, Сердечник).
У некоторых (вообще очень немногих) растений луковички (лат. bulbilli) образуются и на надземных органах, так, например, у лилии луковиценосной (Lilium bulbiferum) — в пазухах листьев.
Существуют другие виды побегов, схожие с луковицей строением и функциями: Клубнелуковица, Псевдобульба.